# Фехтование на летних Азиатских играх 2014
Соревнования по фехтованию на летних Азиатских играх 2014 проходили с 20 по 25 сентября в Goyang Gymnasium.

## Общий медальный зачёт
| Место | Страна           | Золото | Серебро | Бронза | Всего |
| ----- | ---------------- | ------ | ------- | ------ | ----- |
| 1     | Республика Корея | 8      | 5       | 2      | 15    |
| 2     | Китай            | 3      | 4       | 5      | 12    |
| 3     | Япония           | 1      | 1       | 3      | 5     |
| 4     | Иран             | 0      | 1       | 0      | 1     |
| 5     | Гонконг          | 0      | 0       | 8      | 8     |
| 6     | Казахстан        | 0      | 0       | 2      | 2     |
| 6     | Вьетнам          | 0      | 0       | 2      | 2     |
| 8     | Сингапур         | 0      | 0       | 1      | 1     |
| Всего | Всего            | 12     | 12      | 24     | 48    |

## Медалисты

### Мужчины
| Дисциплина                  | Золото                                                                   | Серебро | Бронза                                                                               |
| --------------------------- | ------------------------------------------------------------------------ | --- | ------------------------------------------------------------------------------------ |
| Шпага Личное первенство     | Чон Джин Сон Республика Корея                                            | Пак Гён Ду Республика Корея                                                                                          | Лим Вэй Вэнь Сингапур                                                                |
| Шпага Личное первенство     | Чон Джин Сон Республика Корея                                            | Пак Гён Ду Республика Корея                                                                                          | Нгуен Тьен Нят Вьетнам                                                               |
| Шпага Командное первенство  | Республика Корея · Пак Сан Ён · Чон Джин Сон · Пак Гён Ду · Квон Ён Джун | Япония · Кадзуясу Минобэ · Масару Ямада · Кэйсукэ Сакамото                                                           | Казахстан · Дмитрий Алексанин · Эльмир Алимжанов · Дмитрий Грязнов · Руслан Курбанов |
| Шпага Командное первенство  | Республика Корея · Пак Сан Ён · Чон Джин Сон · Пак Гён Ду · Квон Ён Джун | Япония · Кадзуясу Минобэ · Масару Ямада · Кэйсукэ Сакамото                                                           | Вьетнам · Нгуен Фуок Дьен · Фам Хунг Зыонг · Нгуен Тьен Нят · Чыонг Чанг Нят Минь    |
| Рапира Личное первенство    | Ма Цзяньфэй Китай                                                        | Хо Джун Республика Корея                                                                                             | Юки Ота Япония                                                                       |
| Рапира Личное первенство    | Ма Цзяньфэй Китай                                                        | Хо Джун Республика Корея                                                                                             | Чэнь Хайвэй Китай                                                                    |
| Рапира Командное первенство | Япония · Юки Ота · Кэнта Тида · Рё Миякэ · Дайки Фудзино                 | Китай · Лэй Шэн · Ма Цзяньфэй · Ли Чэнь · Чэнь Хайвэй                                                                | Гонконг · Чун Ка Лонг · Ён Чи Ка · Чён Сю Лун · Николас Эдвард Чой                   |
| Рапира Командное первенство | Япония · Юки Ота · Кэнта Тида · Рё Миякэ · Дайки Фудзино                 | Китай · Лэй Шэн · Ма Цзяньфэй · Ли Чэнь · Чэнь Хайвэй                                                                | Республика Корея · Сон Ён Ги · Хо Джун · Ким Хё Гон · Ким Мин Гю                     |
| Сабля Личное первенство     | Ку Бон Гиль Республика Корея                                             | Ким Джон Хван Республика Корея                                                                                       | Сунь Вэй Китай                                                                       |
| Сабля Личное первенство     | Ку Бон Гиль Республика Корея                                             | Ким Джон Хван Республика Корея                                                                                       | Линь Хэнцунь Гонконг                                                                 |
| Сабля Командное первенство  | Республика Корея · Ким Джон Хван · Ку Бон Гиль · Вон У Ён · О Ын Сок     | Иран · Пакдарман Сейед Али Эсмаэйлзаде · Арасбаран Фарзад Бахер · Шормасти Можтаба Абедини · Мохаммад Рохбаярикоякхи | Китай · Сунь Вэй · Сюй Инмин · Фан Синь · Тань Шэн                                   |
| Сабля Командное первенство  | Республика Корея · Ким Джон Хван · Ку Бон Гиль · Вон У Ён · О Ын Сок     | Иран · Пакдарман Сейед Али Эсмаэйлзаде · Арасбаран Фарзад Бахер · Шормасти Можтаба Абедини · Мохаммад Рохбаярикоякхи | Гонконг · Лоу Хо Тин · Ян Хон Пан · Лам Хин Чун · Чан Чи Хин                         |

### Женщины
| Дисциплина                  | Золото                                                              | Серебро                                                                 | Бронза                                                                          |
| --------------------------- | ------------------------------------------------------------------- | ----------------------------------------------------------------------- | ------------------------------------------------------------------------------- |
| Шпага Личное первенство     | Сунь Юйцзе Китай                                                    | Син А Рам Республика Корея                                              | Чхве Ин Джон Республика Корея                                                   |
| Шпага Личное первенство     | Сунь Юйцзе Китай                                                    | Син А Рам Республика Корея                                              | Вивиан Кун Гонконг                                                              |
| Шпага Командное первенство  | Китай · Сунь Ивэнь · Сунь Юйцзе · Сюй Аньци · Хао Цзялу             | Республика Корея · Чхве Ин Джон · Син А Рам · Чхве Ын Сук · Ким Мён Сон | Гонконг · Ён Чуй Лин · Вивиан Кун · Чу Ка Мон · Коко Линь Ик Фэй                |
| Шпага Командное первенство  | Китай · Сунь Ивэнь · Сунь Юйцзе · Сюй Аньци · Хао Цзялу             | Республика Корея · Чхве Ин Джон · Син А Рам · Чхве Ын Сук · Ким Мён Сон | Япония · Аяка Симоокава · Риэ Охаси · Аюми Ямада                                |
| Рапира Личное первенство    | Чон Хи Сук Республика Корея                                         | Лэ Хуэйлинь Китай                                                       | Нам Хён Хи Республика Корея                                                     |
| Рапира Личное первенство    | Чон Хи Сук Республика Корея                                         | Лэ Хуэйлинь Китай                                                       | Лянь Баосян Гонконг                                                             |
| Рапира Командное первенство | Республика Корея · Чон Хи Сук · О Ха На · Нам Хён Хи · Ким Ми На    | Китай · Чэнь Бинбин · Ван Чэнь · Лэ Хуэйлинь · Лю Юнши                  | Гонконг · Лю Янь Вай · Кимберли Ванесса Чун · Чэн Хю Лам · Линь По Хён          |
| Рапира Командное первенство | Республика Корея · Чон Хи Сук · О Ха На · Нам Хён Хи · Ким Ми На    | Китай · Чэнь Бинбин · Ван Чэнь · Лэ Хуэйлинь · Лю Юнши                  | Япония · Сихо Нисиока · Харука Янаока · Карин Мияваки                           |
| Сабля Личное первенство     | Ли Ра Джин Республика Корея                                         | Ким Джи Ён Республика Корея                                             | Ли Фэй Китай                                                                    |
| Сабля Личное первенство     | Ли Ра Джин Республика Корея                                         | Ким Джи Ён Республика Корея                                             | Шэнь Чэнь Китай                                                                 |
| Сабля Командное первенство  | Республика Корея · Ким Джи Ён · Ли Ра Джин · Хван Сон А · Юн Джи Су | Китай · Шэнь Чэнь · Цянь Цзяжуй · Ли Фэй · Юй Синьтин                   | Гонконг · Оу Сяньин · Дженни Хо Сюин · Лам Хинь Вай · Карен Чан Нгай Хин        |
| Сабля Командное первенство  | Республика Корея · Ким Джи Ён · Ли Ра Джин · Хван Сон А · Юн Джи Су | Китай · Шэнь Чэнь · Цянь Цзяжуй · Ли Фэй · Юй Синьтин                   | Казахстан · Татьяна Приходько · Тамара Почекутова · Диана Паманша · Юлия Живица |